# Guide (rivière)
Pour les articles homonymes, voir Guide.
La rivière Guide  (anglais : Guide River) est un cours d’eau de la région de Marlborough, et du district homonyme, situé dans l’Île du Sud de la Nouvelle-Zélande et un affluent de la rivière Acheron, donc un sous-affluent du fleuve Clarence.

## Géographie
De 17 km de longueur, elle débute près du col de « Barefell Pass » sur la face est de la chaîne de « Rachel Range », et s’écoule vers le sud-est pour rejoindre la rivière Acheron, qui elle-même rejoint le fleuve Clarence, qui se jette dans l’Océan Pacifique,.
La rivière fut découverte par Sir Frederick Weld et son chef d’équipe en 1850, qui la dénomma ainsi à cause du fait qu’elle les guida du col de « Barefell Pass » jusqu’à la rivière « Acheron » (qu’ils confondirent avec le fleuve Clarence).